# Arboretum Wirty

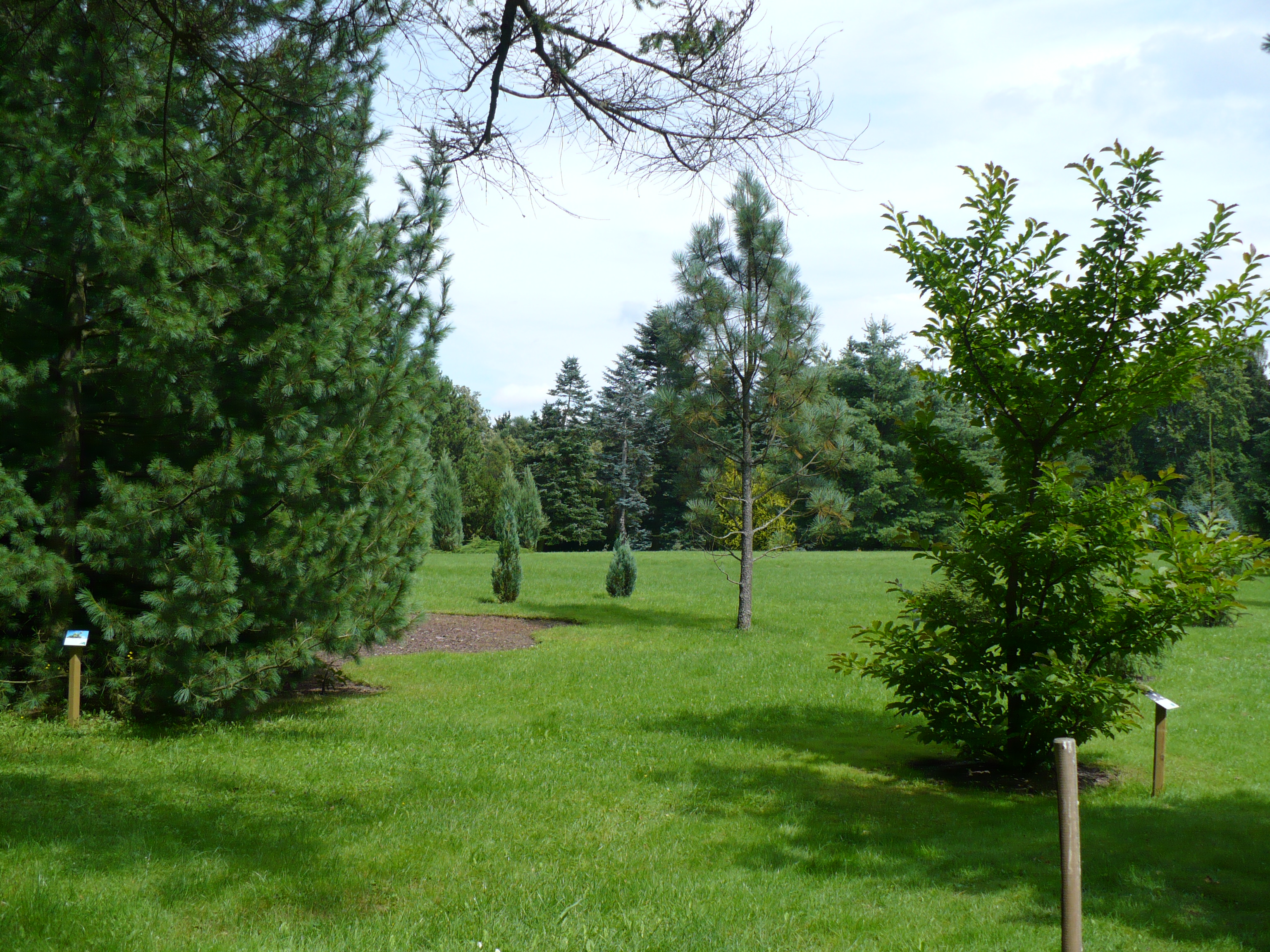
Arboretum Wirty.

El Arboretum Wirty es un arboreto de 33,61 ha de extensión, situado en la parte norte de Polonia, en la ciudad de Wirty, en las proximidades del Lago Borzechowskie.

## Localización
Arboretum Wirty, 83-224 Borzechowo Wirty, woj. pomorskie, Polonia

## Historia
Este arboreto fue creado en 1875 por Adam Putrich, un guardabosques del existente en la proximidad, junto con el profesor Adam Schwappach. 

## Colecciones
En este arboretum podemos encontrar 450 especies de árboles y arbustos. 
Durante los últimos 20 años, se han añadido nuevas hileras de plantones enriqueciendo la colección de árboles, especialmente con especies del Extremo Oriente.
El atractivo de este parque son sus numerosos senderos didácticos, en los que se puede dar un paseo en el que se ve favorecida la educación ecológica. 
Wirty es uno de los arboretos más antiguos e interesantes de Polonia. 